# Чип, Томаш
Томаш Чип (чеш. Tomáš Číp; род. 5 октября 1989, Зубри) — чешский гандболист, выступающий за румынский клуб Minaur Baia Mare.

## Карьера

#### Клубная
Томаш Чип начинал профессиональную карьеру в 2006 году в чешском клубе ГК Гумарни Зубри. В 2011 году Чип перешёл в словацкий клуб ГК Татран Прешов, в составе которого выиграл четыре раза чемпионат Словакии.

## Награды
- Победитель чемпионата Словакии: 2013, 2014, 2015, 2016

## Статистика
| Сезон        | Клуб             | Лига       | Матчи | Голы | 7-метр | Голы |
| ------------ | ---------------- | ---------- | ----- | ---- | ------ | ---- |
| 2016-17      | ГК Татран Прешов | Екстралига | 30    | 157  | 0      | 157  |
| 2017-18      | ГК Татран Прешов | Екстралига | 34    | 205  | 0      | 205  |
| 2018-19      | ГК Татран Прешов | Екстралига | 7     | 22   | 0      | 22   |
| 2016-по н.в. | Итого            | Екстралига | 71    | 384  | 0      | 384  |